# Novi Bilokorovîci
Novi Bilokorovîci (în ucraineană Нові Білокоровичі) este o așezare de tip urban din raionul Olevsk, regiunea Jîtomîr, Ucraina. În afara localității principale, mai cuprinde și satele Ozereanî și Rudnea Ozereanska.

## Demografie
Componența lingvistică a așezării de tip urban Novi Bilokorovîci
     Ucraineană (94,3%)
     Rusă (3,44%)
     Romani (1,6%)
     Alte limbi (0,18%)
Conform recensământului din 2001, majoritatea populației așezării de tip urban Novi Bilokorovîci era vorbitoare de ucraineană (94,3%), existând în minoritate și vorbitori de rusă (3,44%) și romani (1,6%).